# Passwords (Album)
Passwords ist ein Studioalbum von Henry Kaiser und Paul Plimley mit Danielle DeGruttola. Die Oktober 1996 und im November 1997 im Bay Records Studio in Berkeley entstandenen Aufnahmen erschienen 1999 auf dem Label Spool.

## Hintergrund
Der Gitarrist Henry Kaiser traf den Pianisten Paul Plimley zum ersten Mal 1977 oder 1978 in Vancouver. Die beiden Musiker haben dann über mehr als vier Jahrzehnte zusammen gespielt, bis zu Plimleys Krebstod im Mai 2022. Einige der anderen Albumprojekte, die Kaiser und Plimley zusammen aufgenommen haben, waren Yo Miles! im Jahr 1998, The Starbreak Splatterlieght mit Weasel Walter und Lukas Ligeti 2010 und At One Time mit John Oswald 2021. Bei Passwords kam die Cellistin Danielle DeGruttola bei einer Reihe von Stücken hinzu.

## Titelliste
- Henry Kaiser & Paul Plimley: Passwords (Spool SPL103)[1]

1. Stowaways (Kaiser, Plimley) 2:19
2. A Forgotten Secret (DeGruttola, Kaiser, Plimley) 6:09
3. Fringes (DeGruttola, Plimley) 1:39
4. Helpful Disclosures (DeGruttola, Kaiser, Plimley) 4:24
5. Clues in Verse (Kaiser, Plimley) 4:28
6. The Secret of the Wooden Leg (DeGruttola, Kaiser, Plimley) 2:56
7. An Elusive Ghost (Kaiser, Plimley) 7:01
8. More Trouble (DeGruttola, Kaiser, Plimley) 6:04
9. Locked In (DeGruttola, Kaiser, Plimley) 4:01
10. Jigsaw in Glass (DeGruttola, Kaiser, Plimley) 2:02
11. Locked Out (Kaiser, Plimley) 7:24
12. The Unexpected Reunion (DeGruttola, Kaiser, Plimley) 4:27
13. The Hard Decisions (Kaiser, Plimley) 4:33
14. Dreams Come True (DeGruttola, Kaiser) 2:27
15. Key to a Mystery (DeGruttola, Kaiser, Plimley) 6:59

## Rezeption

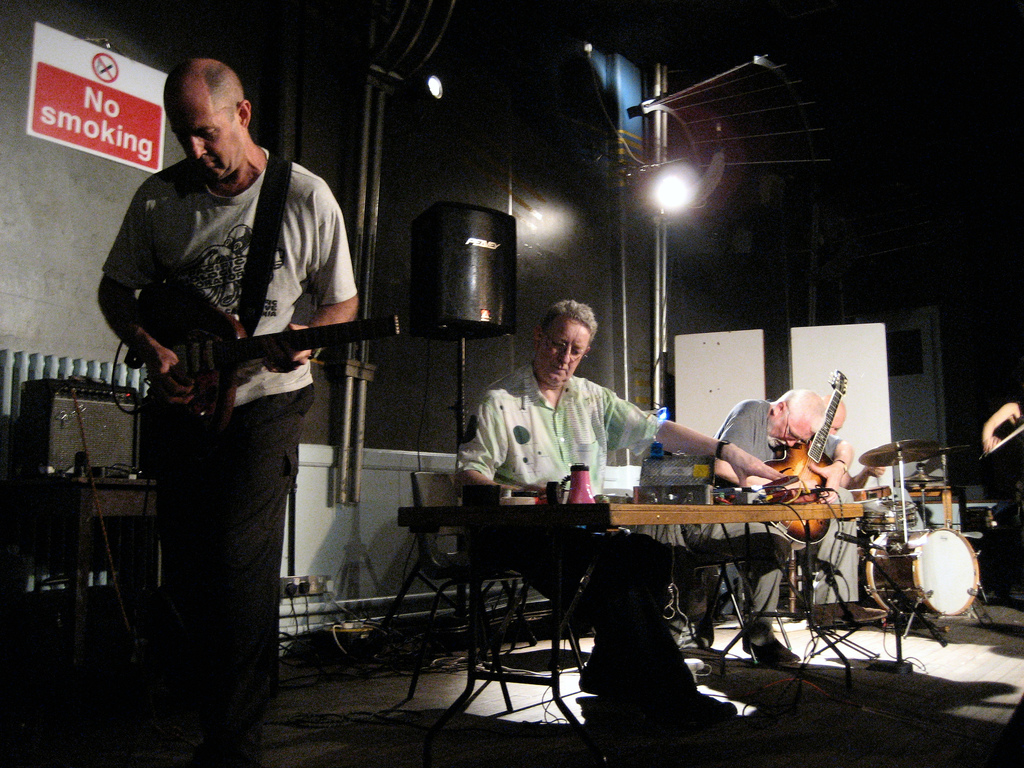
Henry Kaiser mit Steve Beresford 2007

Thom Jurek verlieh dem Album in Allmusic vier Sterne und schrieb, die auf Passwords präsentierte Musik sei weit entfernt von einer erkennbaren Nische in der Improvisationsmusik. Es gebe hier keine Vorausplanungen, keine Signale, keine Vorgespräche, nur Musik. Der Akt der tonalen und klanglichen Konstruktion sei hier nur eine Form der Kunst um der Kunst willen. Es sei „ein höllisches Versteckspiel mit gelegentlichen Streifzügen in gemeinschaftliche Ausraster. Jeder Ton kann und wird einen Platz haben: nur der Ort und das Timing sind wichtig.“